# Đom đóm
Đom đóm hay bọ phát sáng là những loài côn trùng cánh cứng nhỏ được gọi chung là họ Đom đóm (Lampyridae) có khả năng phát quang. Đom đóm là động vật tiêu biểu cho vùng ôn đới mặc dù phần lớn các loài sống ở vùng nhiệt và cận nhiệt đới (khoảng 2000 loài). Chúng là loài động vật ăn thịt nên ăn sâu bọ hoặc các loại ốc. Chúng là những sinh vật có tập tính hoạt động về ban đêm, con đực thường có cánh và bay vào những đêm đầu mùa hạ. Nhiều loài, con cái không có cánh. Con đực, con cái và ấu trùng phát ra ánh sáng lạnh và thường có màu đỏ cam hay vàng xanh (bước sóng 510 - 670 nm); một số loài thậm chí trứng cũng phát quang. Người ta cho rằng, ánh sáng giữ vai trò quan trọng trong tập tính sinh sản của chúng với mục đích hấp dẫn con khác giới. Tuy nhiên, ở ấu trùng thì sự phát sáng nhằm mục đích cảnh báo các động vật ăn thịt là chủ yếu, do ấu trùng đom đóm chứa các hóa chất có mùi vị khó chịu và có thể là độc hại đối với các động vật ăn thịt khác.

## Sinh học
Đom đóm có màu nâu và thân mềm, thường có cánh cứng dai hơn các loài bọ cánh cứng khác. Dù những con cái ở một số cá thể trông tương tự các con đực, những con cái giống ấu trùng đã được tìm thấy trong nhiều loại đom đóm khác. Những con cái này có thể được phân biệt với ấu trùng vì chúng có các mắt kép. Các loại đom đóm phổ biến nhất sống về đêm, mặc dù có những loại sống vào ban ngày. Hầu hết những loại sống vào ban ngày đều ở trong vùng tối để có thể phát sáng.
Ít ngày sau giao phối, con cái đẻ trứng lên trên hoặc ngay dưới bề mặt mặt đất. Trứng nở sau 3 - 4 tuần và ấu trùng kiếm ăn đến hết mùa hè. Ấu trùng thường được gọi là sâu sáng (glowworm), không nên nhầm lẫn với gia đình bọ cánh cứng Phengodidae hoặc loài ruồi Arachnocampa. Ấu trùng đom đóm có đôi mắt đơn giản. Cụm từ sâu sáng cũng được dùng cho cả những con trưởng thành và ấu trùng của các loài như Lampyris noctiluca, sâu sáng phổ biến ở châu Âu, chỉ những con cái trưởng thành không bay được phát sáng và những con đực bay được phát sáng chỉ khoảng 1 tuần và ngắt quãng.
Đom đóm ngủ đông qua mùa đông trong suốt giai đoạn ấu trùng, một số loài kéo dài mấy năm liền. Một số thực hiện việc này bằng cách đào hang xuống dưới đất, trong khi nhóm khác tìm những nơi cao ráo hay trốn dưới vỏ cây. Chúng phá kén vào mùa xuân. Sau vài tuần kiếm ăn, chúng hóa nhộng trong khoảng từ 1 đến 2 tuần rưỡi và trưởng thành. Ấu trùng của hầu hết các loài bị các loài ăn thịt ăn hoặc ăn ấu trùng khác, sên đất, hay sên trần. Một số chuyên biệt hóa, có khe rãnh hàm trên (ngàm) bắn dịch tiêu hóa vào con mồi của chúng. Con trưởng thành thay đổi loại thức ăn. Một số ăn thịt, trong khi những loại khác ăn phấn hay mật hoa thực vật.
Hầu hết đom đóm là khá khó chịu và có khi là độc hại với những loài ăn thịt có xương sống. Điều này ít nhất một phần là do nhóm các pyron steroit được biết đến như lucibufagin (LBG), tương tự như các bufadienolit kích thích tim mạch được tìm thấy ở một số loài cóc độc.

## Sản sinh ánh sáng và yếu tố hóa học

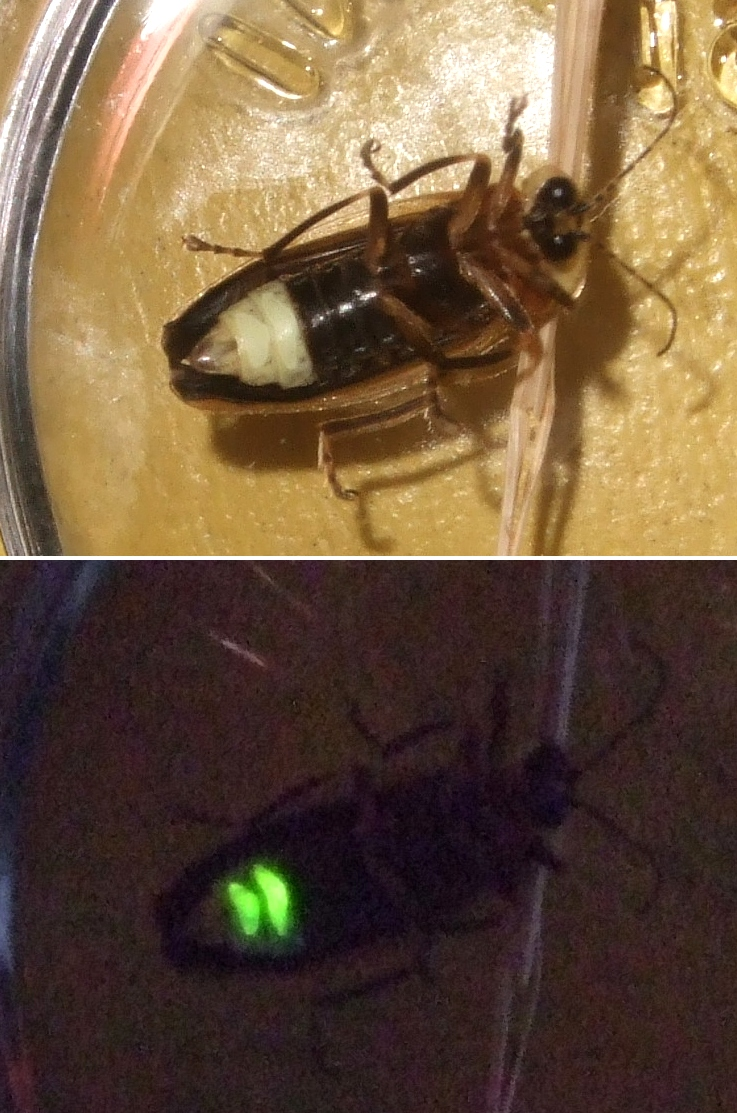
Đom đóm chi Photuris ghi nhận ở Đông Canada. Bức trên cùng được chụp với đèn chớp, bức dưới chỉ với ánh sáng tự nhiên.

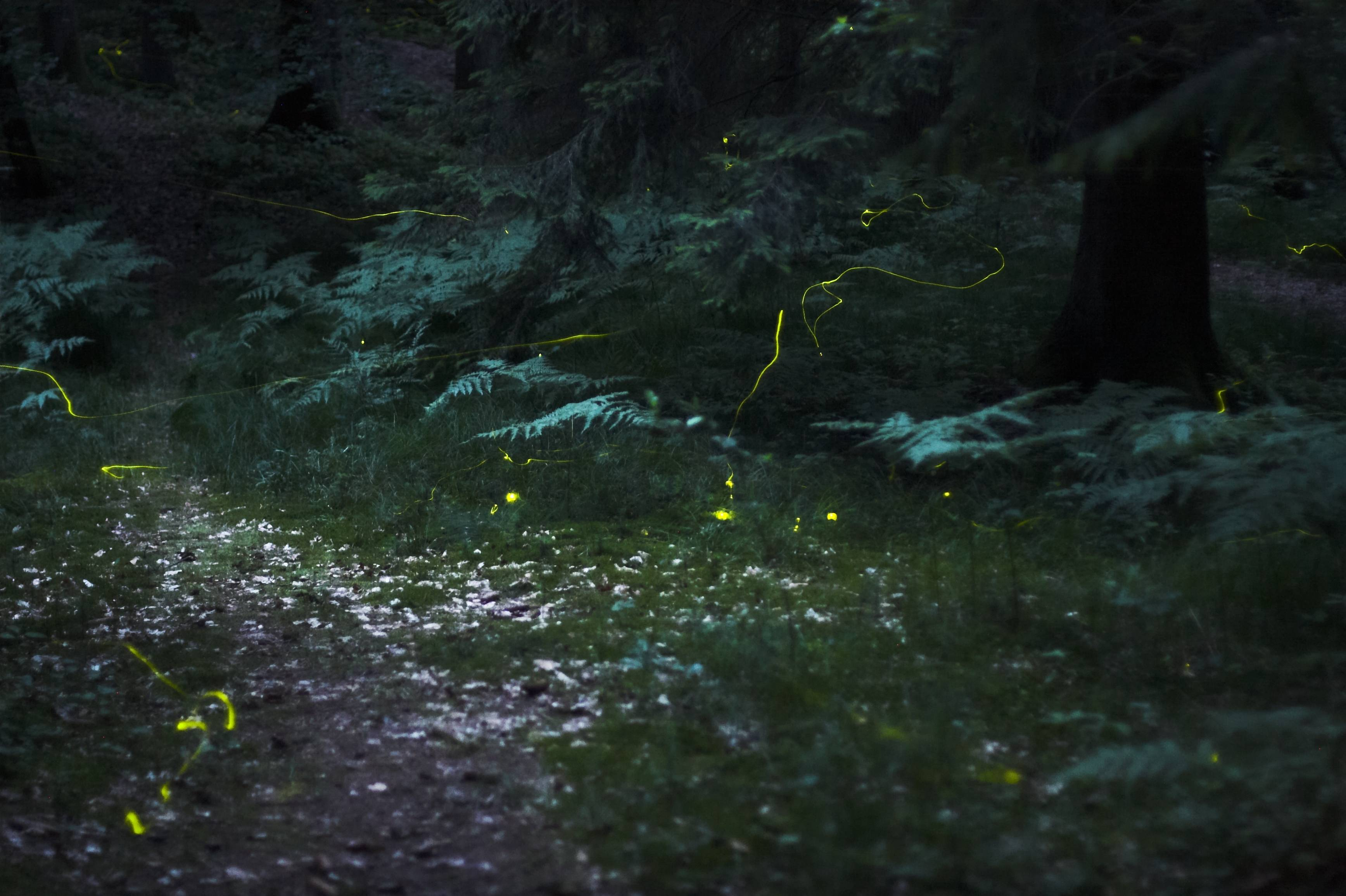
Những con đom đóm ở bìa rừng Nuremberg, Đức. Thời gian phơi sáng 30 giây.

Sự phát sáng ở đom đóm là nhờ một loại phản ứng hóa học gọi là phát quang sinh học (phát sáng sinh học). Tiến trình này xảy ra trong cơ quan phát sáng chuyên biệt, thường nằm ở dưới bụng đom đóm. Enzym luciferase tác động vào luceferin, với sự có mặt của các ion magie, ATP và oxi để tạo ra ánh sáng. Các gen mã hóa cho những chất này được chèn vào trong nhiều cơ quan khác nhau (xem Luciferase - Các ứng dụng). Luciferase đom đóm được sử dụng trong khoa học pháp y và enzym có những ứng dụng y học - cụ thể là phát hiện sự có mặt của ATP hay magnesi. Những họa sĩ thời kỳ Phục Hưng đã dùng một loại bột của đom đóm đã sấy khô để tạo ra một hỗn hợp cảm quang. Caravaggio có thể đã dùng bột này trong cách tạo sáng độc nhất của ông.
Tất cả các loài đom đóm đều phát sáng từ thời kỳ ấu trùng. Nhưng phát sáng sinh học ở ấu trùng đom đóm có chức năng khác biệt với chức năng của đom đóm trưởng thành. Nó dường như là tín hiệu cảnh báo tới những loài ăn thịt, do nhiều ấu trùng đom đóm chứa các chất hóa học khó chịu hay độc hại.
Ban đầu người ta cho rằng phát sáng ở đom đóm trưởng thành cũng xuất phát từ mục đích cảnh báo, nhưng các nghiên cứu sau này cho thấy phát sáng được dùng cho việc lựa chọn bạn tình. Người ta chứng minh rằng phát sáng sinh học ấu trùng ban đầu cũng có ở đom đóm trưởng thành và nó thu được hoặc mất đi lặp đi lặp lại cho tới khi trở thành cố định và kết quả thu được là một cơ chế liên lạc sinh dục ở nhiều loài. Đom đóm trưởng thành có một loạt các cách liên lạc với bạn tình trong quá trình ve vãn. Từ sự phát sáng đều đặn, lập lòe đến sử dụng các tín hiệu hóa học không liên quan đến các hệ thống phát sáng.
Một số loài, đặc biệt là đom đóm thuộc các chi Photinus, Photuris và Pyractomena, được phân biệt bởi những kiểu lập lòe tán tỉnh duy nhất được phát ra từ những con đực đang bay trong cuộc tìm kiếm các con cái. Những con cái của chi Photinus không bay được, nhưng có thể phát sáng lập lòe để thu hút những con đực cùng loài.

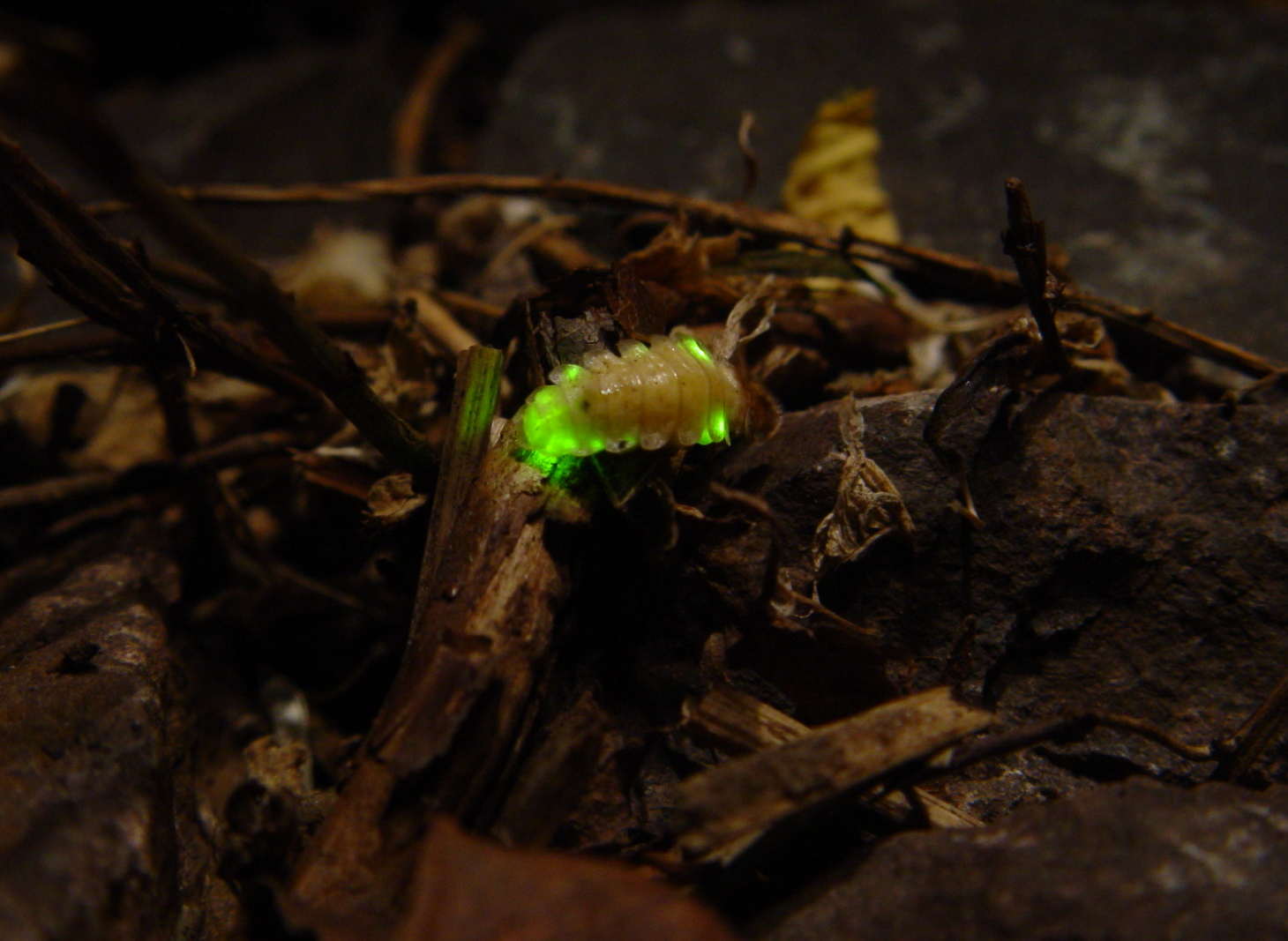
Ấu trùng đom đóm

Đom đóm nhiệt đới, cụ thể ở Đông Nam Á, thông thường nhấp nháy đồng thời thành các nhóm lớn, một ví dụ trong sinh học về sự đồng bộ. Ở một số vùng, hiện tượng này được giải thích như là sự đồng bộ pha và trật tự tự phát. Ban đêm dọc các bờ sông trong rừng rậm nhiệt đới Malaysia (hầu hết tìm thấy gần Kuala Selangor), đom đóm ("kelip-kelip" trong ngôn ngữ Malay hay Bahasa Malaysia) đồng bộ chính xác những đợt phát sáng của chúng. Giả thiết hiện tại về những nguyên do của hành vi này gồm cả chế độ ăn, sự tương tác xã hội, và độ cao. Ở Philippin, hàng ngàn con đom đóm có thể được ngắm mọi lúc trong năm ở thị trấn Donsol (được gọi là aninipot hay totonbalagon trong tiếng Bicol). Ở Hoa Kỳ, một trong số những quan sát nổi tiếng nhất về sự lập lòe đồng thời của đom đóm diễn ra hàng năm gần Elkmont, Tennessee trong dãy núi Great Smoky trong suốt những tuần đầu tháng 6. Vườn quốc gia Congaree ở Nam Carolina là địa danh khác có hiện tượng này.
Đom đóm cái của chi Photuris nổi tiếng vì sự bắt chước kiểu phát sáng lập lòe của những loài đom đóm khác nhằm mục đích duy nhất là săn mồi; chúng thường săn những con đom đóm Photinus nhỏ hơn. Những con đực mục tiêu bị cuốn hút với những gì tưởng như là bạn tình thích hợp để sau đó bị ăn thịt. Vì lý do này mà các loài Photuris đôi khi được gọi là "đom đóm mụ bà bùa mê".
Nhiều loài đom đóm không sản sinh ra ánh sáng. Thường thì những loài này hoạt động ban ngày, hay bay ngày, như chi Ellychnia. Có rất ít loài đom đóm hoạt động ban ngày và sinh sống ở những nơi râm mát như dưới tán cây, là phát sáng. Một chi như vậy là Lucidota. Những loài đom đóm không phát sáng sinh học này dùng pheromon làm tín hiệu hẹn hò. Điều này được hỗ trợ bởi một thực tế là các nhóm cơ sở không biểu thị phát sáng sinh học và thay vì thế sử dụng tín hiệu hóa học. Xem pheromon trong Phosphaenus hemipterus. P. hemipterus có những cơ quan phát sáng, nhưng lại là đom đóm ngày có râu lớn cùng mắt nhỏ. Những đặc điểm này cho thấy việc sử dụng pheromon cho chọn lọc sinh dục, trong khi những cơ quan phát sáng được dùng làm tín hiệu cảnh báo. Trong thử nghiệm được kiểm soát, những con đực từ cuối gió bay ngược chiều gió vẫn sà xuống những con cái trước tiên.
Cơ quan này cấu tạo từ vài lớp tế bào nhỏ phản xạ ánh sáng và một lớp tế bào phát sáng. Tế bào phát sáng được điều khiển bởi thần kinh và các ống khí; oxy được cung cấp bởi các ống khí chuyển hóa luciferin của tế bào phát sáng thành oxyluciferin. Quá trình oxy hóa này được xúc tác bởi enzym luciferase đã giải phóng năng lượng dưới dạng ánh sáng. Côn trùng kiểm soát việc phát sáng bằng cách điều hòa lượng không khí cung cấp cho tế bào. Cường độ và tần số phát sáng rất đa dạng phụ thuộc vào loài và đặc biệt là để phân biệt con đực với con cái. Sự nhấp nháy đồng bộ là đặc trưng của một số loài nhiệt đới. Có người cho rằng mục đích của việc nhấp nháy của đom đóm là để tìm bạn tình và không cho chim đi ăn đêm tấn công.

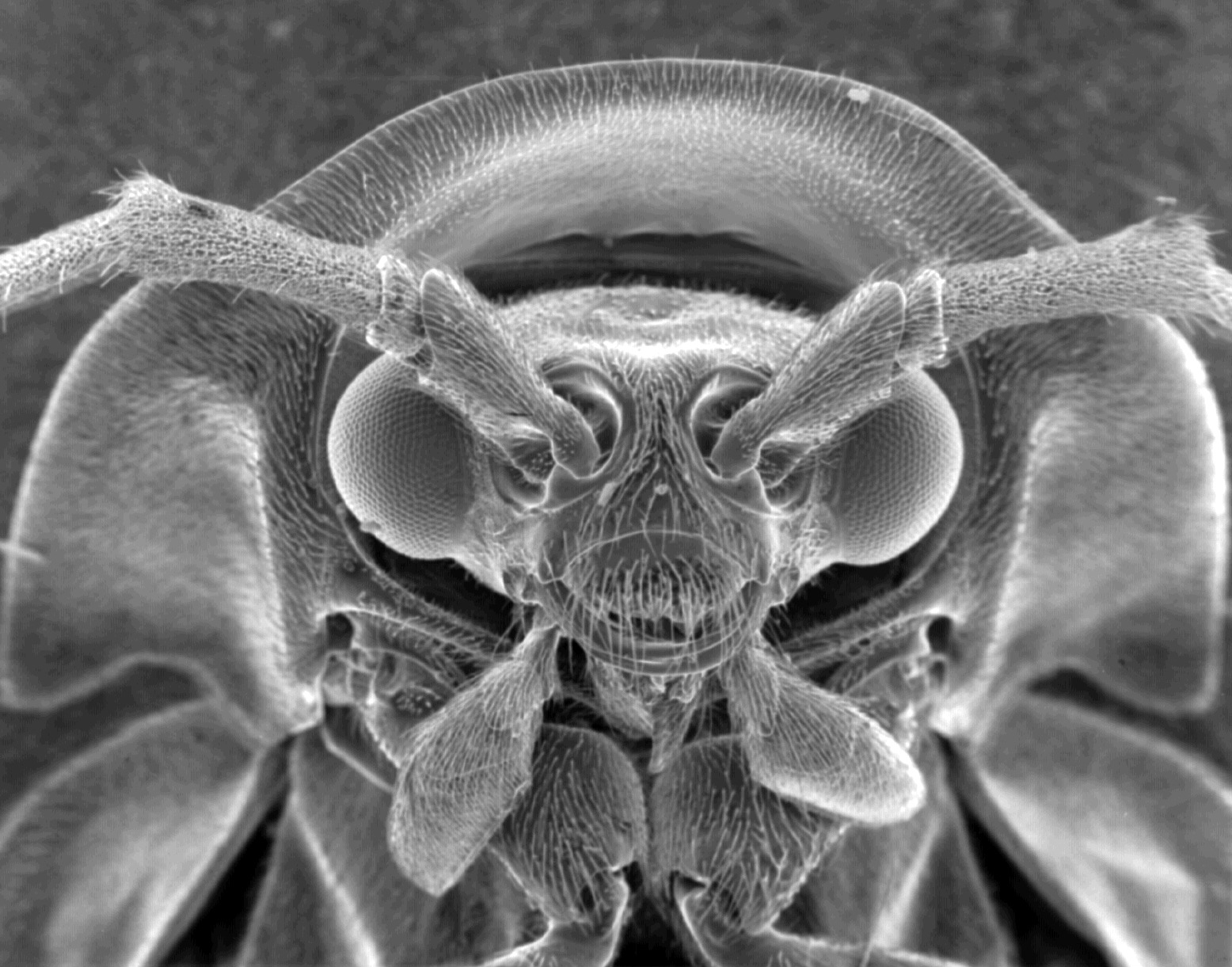
Hình ảnh của đom đóm được quét dưới kính hiển vi điện tử.

Một số loài thì cả những ấu trùng của nó cũng phát quang. Tuy nhiên có một số loài, con trưởng thành không phát quang nhưng ấu trùng của chúng lại phát quang.
Đom đóm trưởng thành của nhiều loài thường không đi kiếm ăn, mục tiêu duy nhất là thực hiện hành vi sinh sản. Thông thường, đom đóm trưởng thành chọn các vùng đất ẩm ướt, rồi đẻ trứng lên mình các loại ốc và giun đất bằng cách tiêm lên con mồi dung dịch thủy phân. Ấu trùng nở từ trứng sẽ sử dụng trên dinh dưỡng trực tiếp từ các cơ thể con mồi sống. Ấu trùng hóa nhộng sau khoảng 1 - 2 năm. Cả ấu trùng và con cái không cánh đều được gọi là giun phát sáng (glowworms). Loài giun phát sáng phổ biến ở châu Âu là Lampyris noctiluca. Những loài này được coi là có lợi vì chúng tiêu diệt những tác nhân phá hoại mùa màng như ốc và ốc. Trong bộ cánh cứng, ngoài đom đóm còn có nhiều loài côn trùng có khả năng phát sáng khác.
Ở thời xưa, hoặc một số vùng nông thôn ở Việt Nam hay Trung Quốc ngày nay, người dân (đặc biệt là trẻ em) thường bắt đóm đóm bỏ vào những vật dụng trong suốt (ví dụ vỏ trứng) để làm trò chơi hoặc vật dụng chiếu sáng như đèn lồng (sử dụng ngắn hạn).

## Hình ảnh

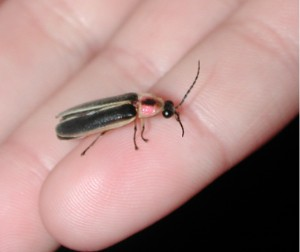
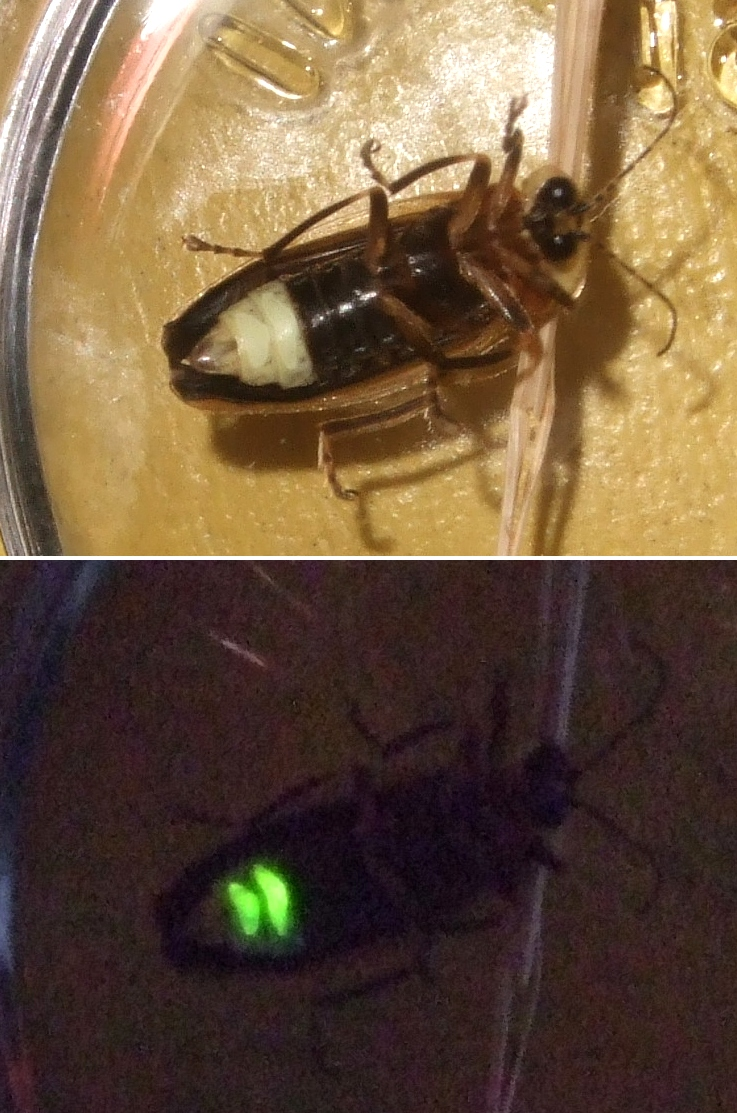
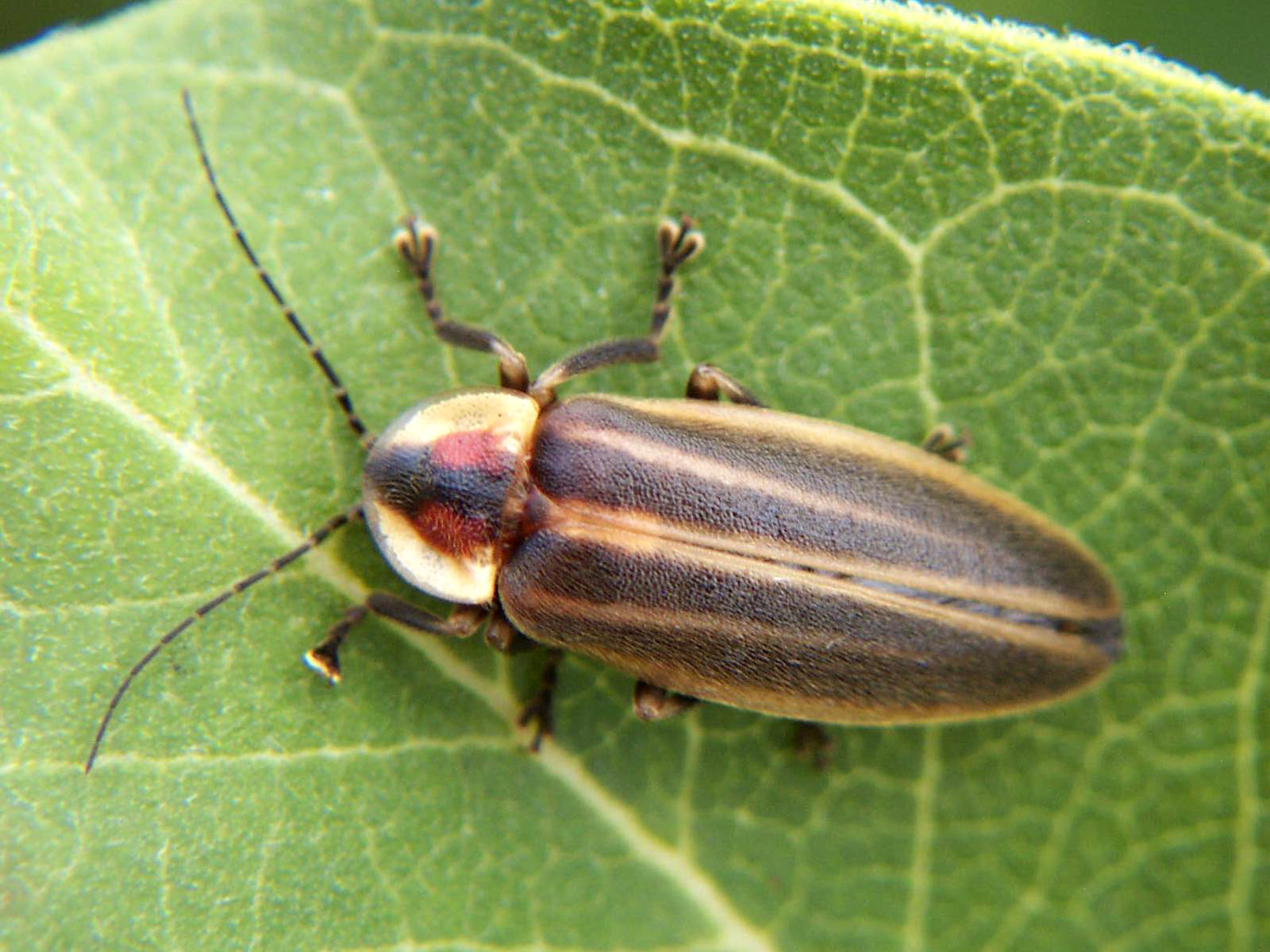
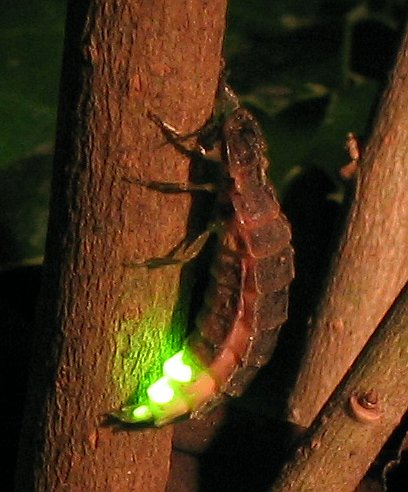

## Phát sinh chủng loài
Dựa theo Martin et al. (2019)

|  | Pterotinae  |
|  |             |
|  | Ototretinae |
|  |             |

|  | Psilocladinae                                             |
|  |                                                           |
|  | \| \| Amydetinae \| \| \| \| \| \| Photurinae \| \| \| \| |
|  |                                                           |
|  | Amydetinae                                                |
|  |                                                           |
|  | Photurinae                                                |
|  |                                                           |

|  | Amydetinae |
|  |            |
|  | Photurinae |
|  |            |

|  | Psilocladinae                                             |
|  |                                                           |
|  | \| \| Amydetinae \| \| \| \| \| \| Photurinae \| \| \| \| |
|  |                                                           |
|  | Amydetinae                                                |
|  |                                                           |
|  | Photurinae                                                |
|  |                                                           |

|  | Amydetinae |
|  |            |
|  | Photurinae |
|  |            |

|  | Psilocladinae                                             |
|  |                                                           |
|  | \| \| Amydetinae \| \| \| \| \| \| Photurinae \| \| \| \| |
|  |                                                           |
|  | Amydetinae                                                |
|  |                                                           |
|  | Photurinae                                                |
|  |                                                           |

|  | Amydetinae |
|  |            |
|  | Photurinae |
|  |            |

|  | Psilocladinae                                             |
|  |                                                           |
|  | \| \| Amydetinae \| \| \| \| \| \| Photurinae \| \| \| \| |
|  |                                                           |
|  | Amydetinae                                                |
|  |                                                           |
|  | Photurinae                                                |
|  |                                                           |

|  | Amydetinae |
|  |            |
|  | Photurinae |
|  |            |

|  | Pterotinae  |
|  |             |
|  | Ototretinae |
|  |             |

|  | Psilocladinae                                             |
|  |                                                           |
|  | \| \| Amydetinae \| \| \| \| \| \| Photurinae \| \| \| \| |
|  |                                                           |
|  | Amydetinae                                                |
|  |                                                           |
|  | Photurinae                                                |
|  |                                                           |

|  | Amydetinae |
|  |            |
|  | Photurinae |
|  |            |

|  | Psilocladinae                                             |
|  |                                                           |
|  | \| \| Amydetinae \| \| \| \| \| \| Photurinae \| \| \| \| |
|  |                                                           |
|  | Amydetinae                                                |
|  |                                                           |
|  | Photurinae                                                |
|  |                                                           |

|  | Amydetinae |
|  |            |
|  | Photurinae |
|  |            |

|  | Psilocladinae                                             |
|  |                                                           |
|  | \| \| Amydetinae \| \| \| \| \| \| Photurinae \| \| \| \| |
|  |                                                           |
|  | Amydetinae                                                |
|  |                                                           |
|  | Photurinae                                                |
|  |                                                           |

|  | Amydetinae |
|  |            |
|  | Photurinae |
|  |            |

|  | Psilocladinae                                             |
|  |                                                           |
|  | \| \| Amydetinae \| \| \| \| \| \| Photurinae \| \| \| \| |
|  |                                                           |
|  | Amydetinae                                                |
|  |                                                           |
|  | Photurinae                                                |
|  |                                                           |

|  | Amydetinae |
|  |            |
|  | Photurinae |
|  |            |

|  | Pterotinae  |
|  |             |
|  | Ototretinae |
|  |             |

|  | Psilocladinae                                             |
|  |                                                           |
|  | \| \| Amydetinae \| \| \| \| \| \| Photurinae \| \| \| \| |
|  |                                                           |
|  | Amydetinae                                                |
|  |                                                           |
|  | Photurinae                                                |
|  |                                                           |

|  | Amydetinae |
|  |            |
|  | Photurinae |
|  |            |

|  | Psilocladinae                                             |
|  |                                                           |
|  | \| \| Amydetinae \| \| \| \| \| \| Photurinae \| \| \| \| |
|  |                                                           |
|  | Amydetinae                                                |
|  |                                                           |
|  | Photurinae                                                |
|  |                                                           |

|  | Amydetinae |
|  |            |
|  | Photurinae |
|  |            |

|  | Psilocladinae                                             |
|  |                                                           |
|  | \| \| Amydetinae \| \| \| \| \| \| Photurinae \| \| \| \| |
|  |                                                           |
|  | Amydetinae                                                |
|  |                                                           |
|  | Photurinae                                                |
|  |                                                           |

|  | Amydetinae |
|  |            |
|  | Photurinae |
|  |            |

|  | Psilocladinae                                             |
|  |                                                           |
|  | \| \| Amydetinae \| \| \| \| \| \| Photurinae \| \| \| \| |
|  |                                                           |
|  | Amydetinae                                                |
|  |                                                           |
|  | Photurinae                                                |
|  |                                                           |

|  | Amydetinae |
|  |            |
|  | Photurinae |
|  |            |

|  | Pterotinae  |
|  |             |
|  | Ototretinae |
|  |             |

|  | Psilocladinae                                             |
|  |                                                           |
|  | \| \| Amydetinae \| \| \| \| \| \| Photurinae \| \| \| \| |
|  |                                                           |
|  | Amydetinae                                                |
|  |                                                           |
|  | Photurinae                                                |
|  |                                                           |

|  | Amydetinae |
|  |            |
|  | Photurinae |
|  |            |

|  | Psilocladinae                                             |
|  |                                                           |
|  | \| \| Amydetinae \| \| \| \| \| \| Photurinae \| \| \| \| |
|  |                                                           |
|  | Amydetinae                                                |
|  |                                                           |
|  | Photurinae                                                |
|  |                                                           |

|  | Amydetinae |
|  |            |
|  | Photurinae |
|  |            |

|  | Psilocladinae                                             |
|  |                                                           |
|  | \| \| Amydetinae \| \| \| \| \| \| Photurinae \| \| \| \| |
|  |                                                           |
|  | Amydetinae                                                |
|  |                                                           |
|  | Photurinae                                                |
|  |                                                           |

|  | Amydetinae |
|  |            |
|  | Photurinae |
|  |            |

|  | Psilocladinae                                             |
|  |                                                           |
|  | \| \| Amydetinae \| \| \| \| \| \| Photurinae \| \| \| \| |
|  |                                                           |
|  | Amydetinae                                                |
|  |                                                           |
|  | Photurinae                                                |
|  |                                                           |

|  | Amydetinae |
|  |            |
|  | Photurinae |
|  |            |